# A Gamble with Hearts
A Gamble with Hearts é um filme britânico lançado em 1923, baseado no romance de Anthony Carlyle.